# Igor Blaschkow
Igor Iwanowitsch Blaschkow (ukrainisch Ігор Іванович Блажков; * 23. September 1936 in Kiew) ist ein ukrainischer Dirigent.

## Leben und Karriere
Blaschkow studierte am Kiewer Konservatorium an der Fakultät für Dirigieren bei Alexander Klimow, das er 1959 absolvierte, und in der Aspirantur am Leningrader Konservatorium bei Jewgeni Mrawinski mit einem Abschluss 1962. Er war von 1969 bis 1976 Leiter des Kiewer Kammerorchesters, und von 1988 bis 1994 Chefdirigent und Musikalischer Leiter des Staatlichen Symphonieorchesters der Ukraine. Ab 1983 leitete er in Kiew das Kammerorchester "Perpetuum mobile". Als Gastdirigent trat er mit dem Orchester der Leningrader Philharmonie (1963–68 dort Assistent von Jewgeni Mrawinski), dem Rundfunk-Symphonieorchester der UdSSR und dem Deutschen Symphonie-Orchester Berlin auf.
In der Sowjetära setzte er sich für das Schaffen der zeitgenössischen Komponisten, wie Walentyn Sylwestrow und Andrei Volkonsky ein, von denen er mehrere Werke uraufführte.
Blaschkow wurde 1990 mit dem Ehrentitel Volkskünstler der Ukraine ausgezeichnet.
Seit 2002 lebt er in Potsdam, Deutschland.